# Gachetá
Gachetá es un municipio colombiano del departamento de Cundinamarca ubicado en la Provincia del Guavio, de la cual es capital. Cuenta con 11.000 habitantes aproximadamente, de los cuales el 70% viven en la zona rural. Se encuentra a 99 km al oriente de Bogotá.

## Toponimia

### Origen lingüístico[3]
- Familia lingüística: Chibcha
- Lengua: Muysccubun

### Significado
Gachetá en muysc cubun (idioma muisca) traduce «detrás de nuestra labranza», haciendo referencia a su dependencia de Guatavita en época precolombina y por estar detrás de esa población. Gachetá presenta los vocablos ga "detrás, cuesta", che-chie "luna, luz, mes" ta "dominio, labranza".

### Origen / Motivación
Gachetá es el nombre muisca original que se ha conservado hasta la actualidad; desde la época prehispánica los habitantes de la región se han dedicado a la actividad agrícola aprovechando la diversidad de sus recursos naturales. Gachetá fue la región que los zaques de Tunja se disputaron con los zipas.

## Geografía
Su territorio es montañoso bañado al sur por el río Gachetá (donde se encuentra el casco urbano) que alimenta sus aguas al Embalse del Guavio.

### Organización territorial
El municipio de Gachetá está dividido en catorce veredas: Moquentivá, Salinas, Tasajeras, Zaque, Muchindote, Bombita, Cusaquín, Resguardo I y II, Villa, Tuala, Eras, Yerbabuena y Hatogrande

## Símbolos
Mediante el Acuerdo N.º 6 del 21 de mayo de 1992, firmado por Carlos Enrique Prieto Vergara, se adoptaron oficialmente la bandera y el escudo del municipio.
- Escudo: De forma española, fue diseñado por Miguel Herrera Peña. La imagen central hace remembranza del mestizaje y la unión entre los muiscas y los españoles. La parte superior en azur, evoca la bonanza del cielo y la solemnidad de la iglesia parroquial de San Miguel Arcángel, como símbolo de la fe católica. El campo inferior es en sinople, como símbolo de las verdes campiñas. El gorro frigio es símbolo de libertad, y las flechas de sables son las armas de los antepasados muiscas. El lema «Detrás de Nuestras Labranzas», es la traducción del nombre de Gachetá en idioma muisca. Sobre una diadema de oro de los caciques muiscas, hay catorce plumas en homenaje a las catorce veredas del municipio. El adorno se complementa con los lambrequines, como hojas de acanto.

- Bandera: El pabellón municipal está compuesto por tres franjas horizontales de colores verde, rojo y azul, distribuidas en igualdad de proporciones: El verde, reflejo de los bosques, praderas y cultivos, El  rojo, como recuerdo de la sangre derramada durante la época de la Independencia y azul, y hace honor al cielo y al agua.

- Himno:

| Coro Entonemos un himno glorioso a esta tierra natal Gachetá y cantemos con ritmo armonioso la grandeza de nuestra heredad. |  | I Sus montañas, sus ríos, su cielo engalanan de Dios el paisaje la labranza que brota su suelo reverdece la fe y el coraje. II Gachetá la ciudad empinada con sus hombres de gran pundonor que plantaron confiados la tierra y a Colombia infundieron su amor. |  | III ¡Oh, poblado que todos amamos!, capital de tan bella comarca, fiel reflejo de patria llevamos es emblema de Cundinamarca. IV Gachetá de mi amor consentida, que atesora nobleza y bondad, nuestros pueblos hermanos aclaman: ¡Oh, refugio de paz y amistad! |  |  |

- Flor municipal: "Maravilla", (tigridia pavonia), alcanza escasamente los 20-25cm de altura.[4]

## Historia

### Nuevo Reino de Granada

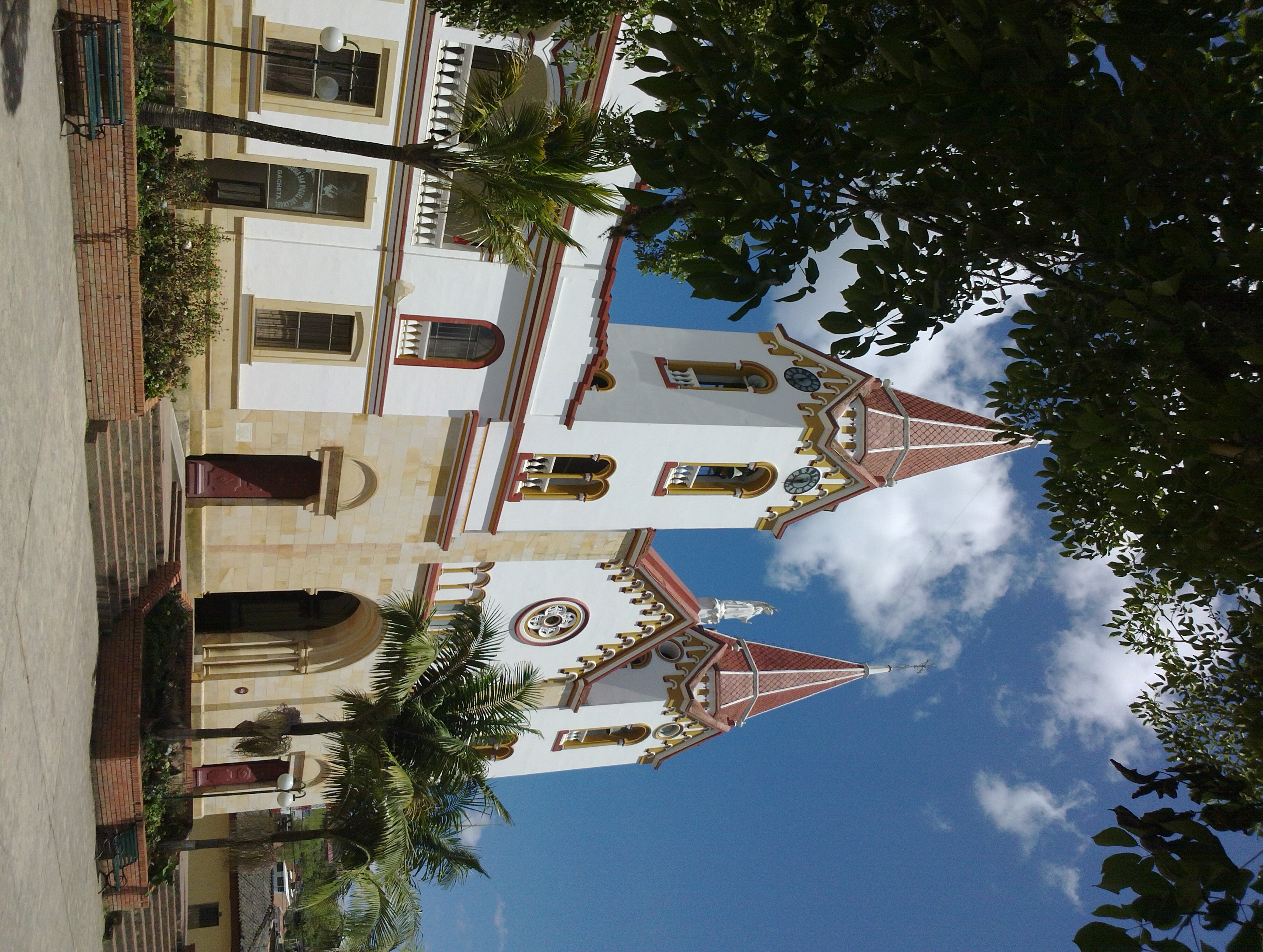
Iglesia parroquial de San Miguel Arcángel de Gachetá.

Gachetá fue formalmente fundado el 2 de abril de 1593, por el oidor de la Real Audiencia de Santafé, don Miguel de Ibarra, en territorio de los indios chíos, de la nación muisca, y en los extensos dominios del Cacique Guatavita, constituyéndose en el primer pueblo parroquial y distrito de la región del Guavio. Los primeros curas doctrineros fueron Fray Alonso de la Asunción y el Padre Baltasar Romero.
En 1636 fue cura párroco de Gachetá Hernando Domínguez Camargo, uno de los más distinguidos poetas del Nuevo Reino de Granada.
La población se consolidó con la construcción de la iglesia de San Miguel Arcángel, contratada por el oidor Luis de Enríquez, bajo la dirección del albañil Domingo Pérez. Esta fue remodelada en dos oportunidades: en 1728, siendo Cura Fernando de Guzmán, y en 1755 por el cura interino Diego Martín Terán. Por tradición, los indígenas explotaban las fuentes productoras de sal de la más alta calidad y pureza de la región, ubicadas a 12 km del poblado. 
A mediados del siglo XVIII fue cura fray Ignacio María de Tordesillas, quien donó un órgano a la Iglesia, el primer instrumento musical que tuvo la parroquia, y abrió una escuela de música y canto gregoriano para los indios. 
En la visita del Oidor Joaquín Aróstegui y Escoto de 20 de enero de 1758, se censaron 741 indios, de los cuales 116 eran tributarios. El padrón de vecinos dio un total de 1007 habitantes. En la visita del escribano don José Prudencio Camacho, por comisión del oidor Francisco Antonio Moreno y Escandón, el 18 de febrero de 1799 se censaron 2.034 vecinos, repartidos en 412 familias.

### Época de la Independencia
Gachetá fue uno de los primeros pueblos en enarbolar el alzamiento en 1810. Se constituyó además en la única ruta revolucionaria del Guavio a los llanos del Casanare, y fue escenario de sesiones guerrilleras realizadas de 1810 a 1819. Uno de los hijos de Gachetá, Manuel Salvador Díaz, fue compañero de Policarpa Salavarrieta en el patíbulo, durante la reconquista española.

### SigloXX
A principios del siglo XX fue demolida la iglesia construida por los españoles, y entre 1927 y 1931 se construyó la iglesia actual, en estilo francés, bajo la dirección del párroco Abdón López, a quien en la plaza principal se le erigió un busto en reconocimiento a su meritoria obra.

#### La Violencia
La violencia bipartidista en Colombia también afectó a la región y dio lugar a múltiples consecuencias sociales y económicas. Lo fundamental para la zona fue la transferencia y concentración de la propiedad, pues dada la acción represiva de los grupos conservadores hacia las familias liberales, éstos se vieron forzados a vender sus fincas y desplazarse a otras ciudades en busca del anonimato y seguridad. Debido a la gravedad de estas represiones, las autoridades nacionales se vieron obligadas a aplicar en Gachetá la "Alcaldía Militar", tratando de imponer el orden institucional. 

## Economía
El sector agrícola es el predominante en el municipio destacando la producción de café, maíz, yuca, arracacha, papa, fríjol, caña panelera y mora. El ganadero están la producción porcina y vacuna (razas Holstein, Normando y Criollo), así como el aviar.